# Franciszek Giergielewicz
Franciszek Giergielewicz herbu Topór (ur. 26 sierpnia 1886 w Dobrzyniu, zm. 10 września 1941 w Działdowie) – polski duchowny. Kanonik honorowy kolegiaty pułtuskiej Zwiastowania NMP, wikariusz Katedry Wniebowzięcia Najświętszej Marii Panny w Płocku, proboszcz w Płocku-Radziwiu.

## Życiorys
Był synem Jana Giergielewicza i Marianny z Kozłowskich. Miał trzech braci i trzy siostry. Ukończył szkołę powszechną w Dobrzyniu i gimnazjum w Płocku. W 1909 wstąpił do Seminarium Duchownego w Płocku; święcenia kapłańskie przyjął z rąk biskupa Antoniego Nowowiejskiego 22 czerwca 1913. Zajął się wtedy z ramienia biskupa Nowowiejskiego współtworzeniem Muzeum Diecezjalnego w Płocku. Był wikariuszem w Krzynowłodze Małej, w Ostrowi Mazowieckiej, Farze św. Bartłomieja w Płocku, Katedrze w Płocku, w parafii Lipowiec. Od 1920 był proboszczem w Zieluniu, od 1926 w parafii św. Benedykta w Płocku-Radziwiu. W 1933 roku otrzymał godność Kanonika Honorowego Kapituły Pułtuskiej.
11 listopada 1939 został aresztowany wraz z innymi płockimi duchownymi. Po zwolnieniu organizował pomoc dla więźniów i pochówki. 19 lutego 1941 został ponownie aresztowany i skierowany do niemieckiego obozu koncentracyjnego Soldau.
Nie ustalono, w jakich okolicznościach i kiedy zmarł. Jako przypuszczalne miejsce pochówku jego wymienia się las w Malinowie, na Górze Komornickiej i w Białutach. Prawdopodobnie został wraz z bp. Wetmańskim oraz z innymi więźniami zamordowany w czasach, kiedy likwidowano pozostałych przy życiu po epidemii tyfusu w lipcu i sierpniu 1941 r. Oficjalne zawiadomienie władz niemieckich podało datę zgonu 10 września 1941.